# Бурганов, Александр Николаевич
Алекса́ндр Никола́евич Бурга́нов (род. 20 марта 1935, Баку, СССР) — советский и российский скульптор, доктор искусствоведения, педагог, профессор. Член Президиума Российской академии художеств с 2007 года.
Академик РАХ (1997; член-корреспондент 1988). Народный художник РСФСР (1988). Лауреат Государственной премии СССР (1982) и Государственной премии Монголии (1987).

## Биография
Учился в детской художественной студии в Баку, где вела занятия А. И. Казарцева. В 1959 году поступил в Московское художественно-промышленное училище (ныне Российский государственный художественно-промышленный университет имени С. Г. Строганова) на отделение скульптуры, где учился у Георгия Мотовилова и Гавриила Шульца. В 1962 году был приглашён преподавать в училище. Был старшим преподавателем, затем доцентом (1971—1987), профессором, заведующим кафедрой архитектурно-декоративной пластики (с 1987). В 1986 году принимал участие в оформлении станции московского метрополитена «Третьяковская», выполнив портретные барельефы ряда выдающихся русских художников.
Работы скульптора находятся в коллекциях как российских, так и зарубежных художественных музеев. В 2001 году
в Москве, в Большом Афанасьевском переулке, был открыт Московский государственный музей «Дом Бурганова».

### Семья
Дети скульптора Мария, Игорь и Александр пошли по стопам отца: они работают в сфере искусства и науки. Внучка, дочь Игоря, Елизавета, также продолжила династию, выбрав путь в искусстве.

## Общественная позиция
В марте 2014 года поддержал аннексию Крыма, подписал письмо президенту России Владимиру Путину в поддержку аннексии.

## Основные произведения
- 1966 — монумент «400 лет городу Орлу» (сквер «Стрелка», Орёл);
- 1968 — «Воспоминание старого рабочего»;
- 1969 — декоративный рельеф-эмблема Центрального дома кино (Москва);

- 1972 — монумент «Дружба народов» в честь 400-летия присоединения Удмуртии к России (Ижевск)
- 1973 — «Каховка», памятник героям сражения у Каховки, ул. Каховка (Москва);
- 1976 — «Каховка», памятник героям гражданской войны в Орле, Брестская улица (Орёл)[4];
- 1978 — «Победа», Центральный дом художника (Москва);
- 1980 — «Война и мир» (Германия)
- 1985 — «Ю. Гагарин — первый человек в космосе», выставка «Экспо-86» (Канада);
- 1986 — оформление станции Московского метрополитена «Третьяковская» (портреты-барельефы русских художников Карла Брюллова, Александра Иванова, Ильи Репина, Ивана Шишкина, Василия Сурикова, Сергея Коненкова и др.);
- 1987 — многофигурная композиция «Война и мир»;
- 1987 — памятник Софье Перовской (Калуга);
- 1990—1992 — мемориальные памятники советским воинам, погибшим на территории Бельгии во время Второй мировой войны;
- 1992 — портрет Ивана Цветаева для Музея изобразительных искусств имени А. С. Пушкина (Москва);
- 1994 — памятник Михаилу Лермонтову (Москва);
- 1995 — Памятник Ивану Бунину (Воронеж);
- 1997 — фонтан «Принцесса Турандот» на Арбате, у Театра им. Е. Б. Вахтангова (Москва);
- 1999 — Памятник Александру Пушкину и Наталье Гончаровой на Арбате (Москва);
- 2000 — Памятник Александру Пушкину (Ижевск);
- 2000 — Памятник Александру Пушкину на территории кампуса Университета Джорджа Вашингтона (Вашингтон, США);
- декоративный барельеф на жилом доме по адресу ул. Новаторов 34/7 (Москва);
- 2002—2005 — галерея «Люди — Легенды» (бюсты Андрея Тарковского, Иосифа Бродскому, Рудольфа Нуриеву, Ивана Бунина, Генриха Фогелера)
- 2002 — «Золотой лев» (Исторический музей, Москва);
- 2005 — скульптуры ансамбля Украинского бульвара: «Аллегория воздуха», «Аллегория воды», «Леся Украинка», фонтан «Юность», декоративная скульптура «Дружба» (Москва);
- 2005 — памятник Елене Гнесиной (Москва);
- 2005 — мемориальная доска Святославу Рихтеру (Москва);
- 2005 — декоративные барельефы на здании библиотеки и памятник А. П. Боголюбову (Москва);
- 2005 — парковый ансамбль «Экология» в сквере на Сивцевом вражке (Москва);
- парковая скульптура «Поднимающий знамя» на площади кинотеатра «Брест» (Москва);
- 2009 — памятник «Два императора» (Брюссель, Бельгия);
- 2009 — памятник Сергею Строганову (Сольвычегодск);
- 2009 — памятник Уолту Уитмену на территории МГУ (Москва);
- 2009 — памятник Василию Жуковскому (Баден-Баден, Германия);
- 2013 — реплика фонтана «Бармалей» (Волгоград):
- 2013 — памятник Василию Жуковскому (Тула);
- 2014 — памятник Екатерине II (Ясногорск);
- 2016 — новый памятник композитору Дмитрию Кабалевскому на Новодевичьем кладбище (Москва);
- 2016 — скульптурная композиция «Встреча на Эльбе» (сквер на Сивцевом вражке, Москва).
- Статуэтка приза Андрея Тарковского, вручаемого на Московском кинофестивале.

## Награды
- Орден Почёта (27 декабря 2010 года) — за заслуги в развитии отечественной культуры и искусства, многолетнюю плодотворную деятельность[5]
- Орден Дружбы (31 января 2002 года) — за многолетнюю плодотворную деятельность в области культуры и искусства, большой вклад в укрепление дружбы и сотрудничества между народами[6]
- Народный художник Удмуртской АССР (1972)
- Народный художник РСФСР (20 сентября 1988 года) — за заслуги в развитии советского изобразительного искусства[7]
- Почётная грамота Президента Российской Федерации (15 октября 2020 года) — за заслуги в развитии отечественной культуры и искусства, многолетнюю плодотворную деятельность[8]
- Государственная премия СССР (1982)
- Государственная премия МНР
- Золотая медаль имени Е. В. Вучетича
- Орден преподобного Сергия Радонежского Русской Православной Церкви
- Лауреат премии Москвы
- Знак отличия «За безупречную службу городу Москве». L лет (6 мая 2025 года) — за многолетнюю плодотворную деятельность на благо города Москвы и москвичей[9]
- Почётная грамота Московской городской Думы (6 апреля 2005 года) — за заслуги перед городским сообществом[10]